# Salinillas de Buradón
Salinillas de Buradón en espagnol ou Buradon Gatzaga en basque, est une commune ou contrée de la municipalité de Labastida dans la province d'Alava dans la Communauté autonome basque.

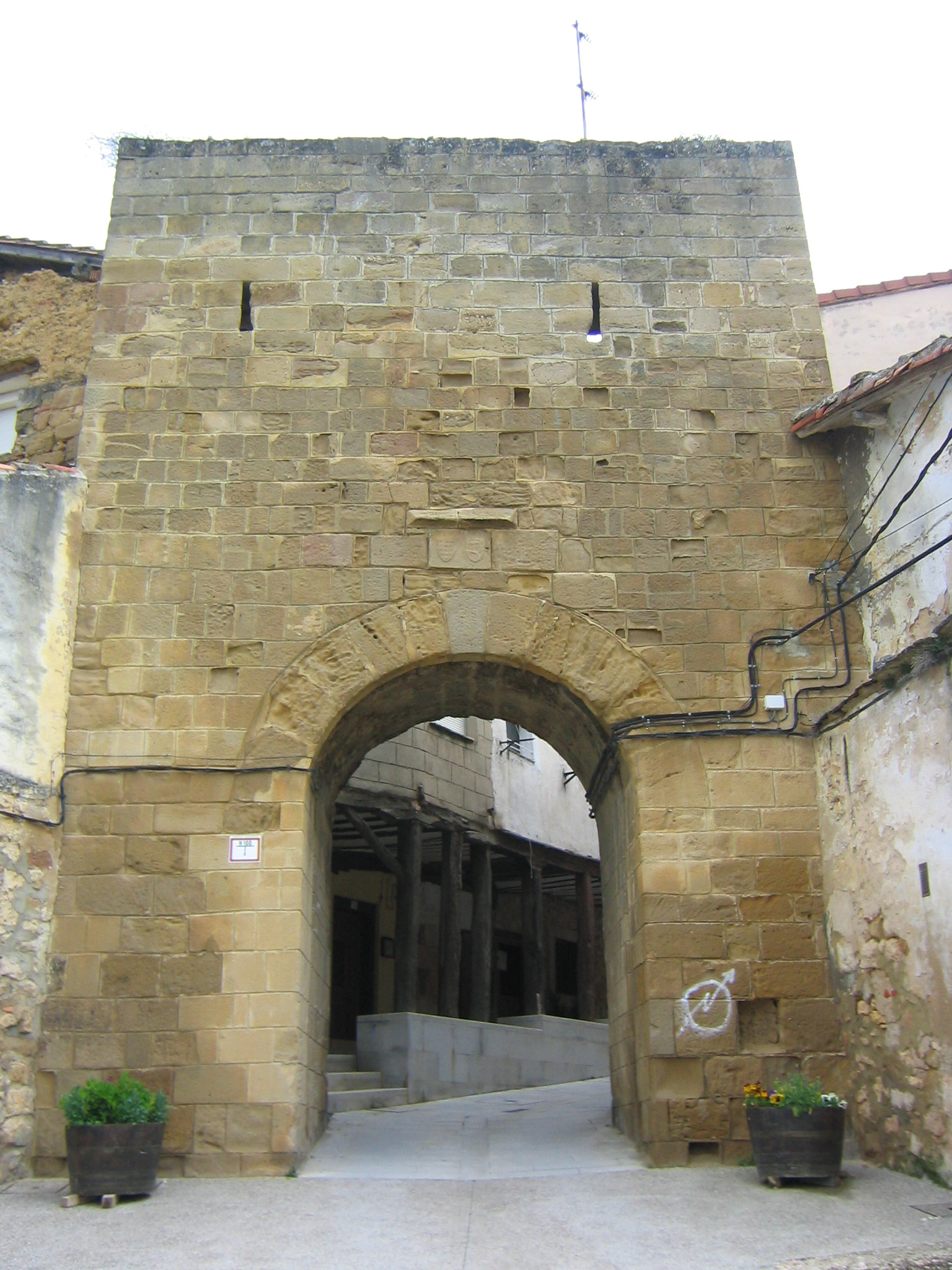

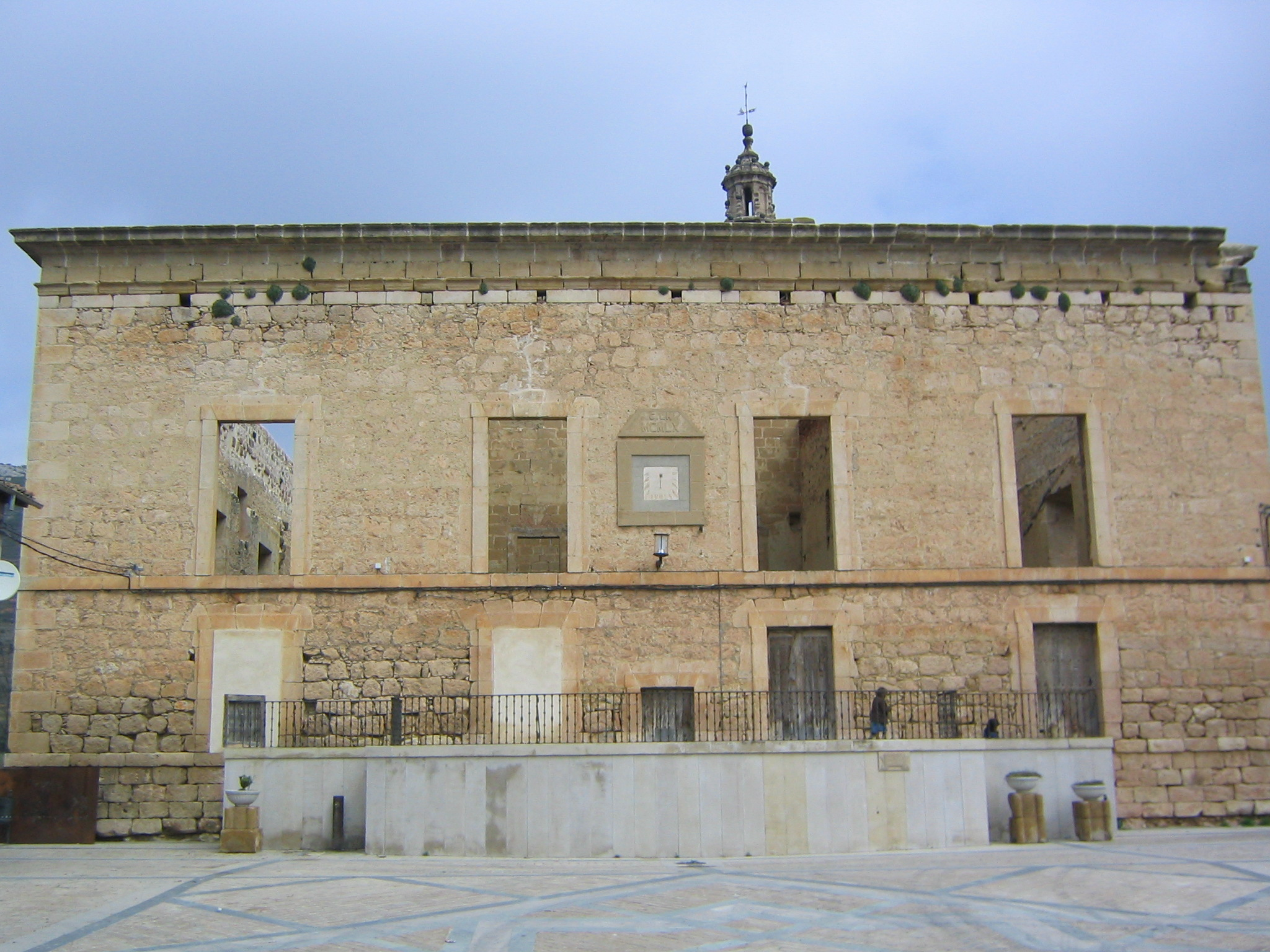

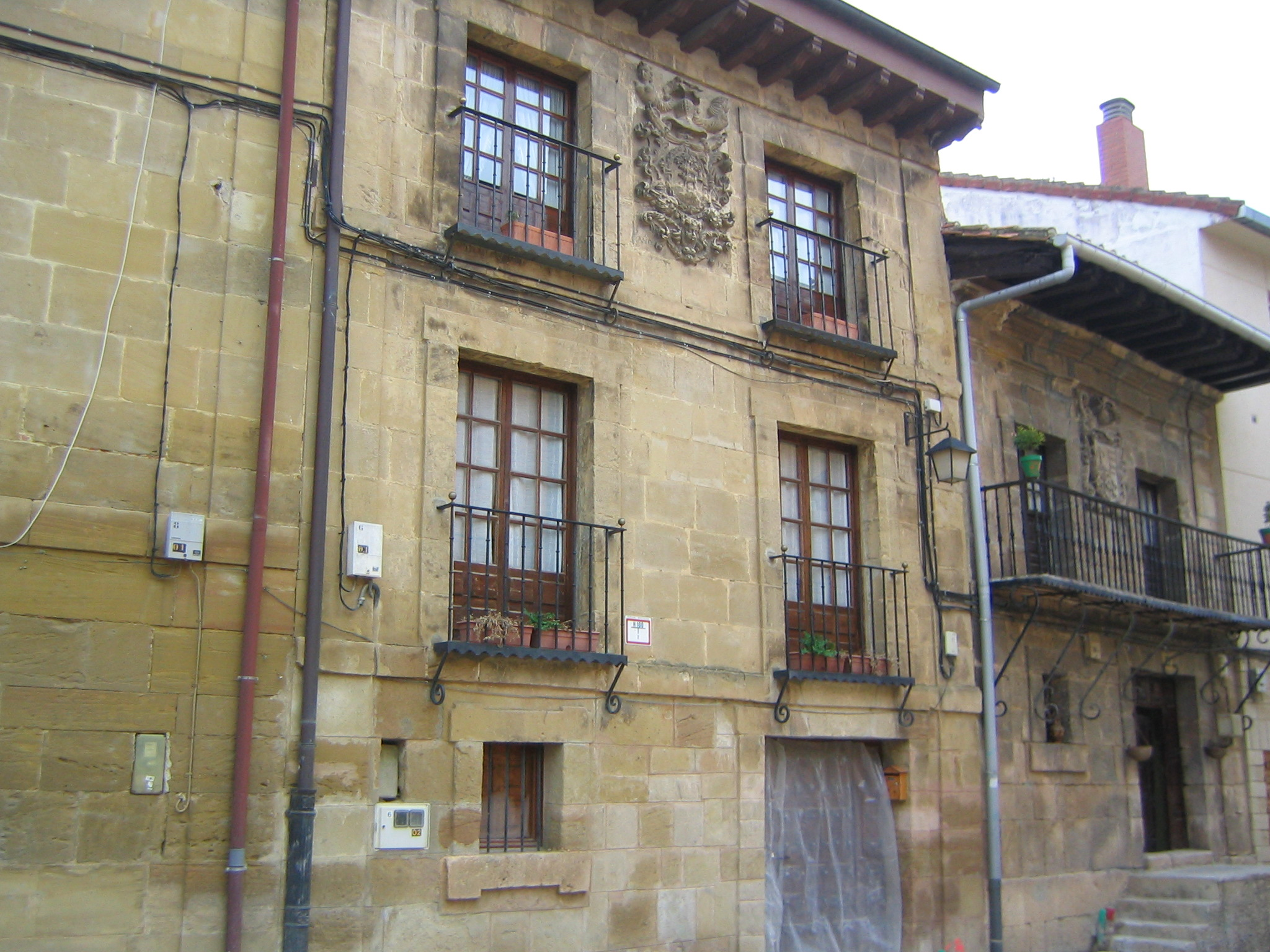

## Référence
1. ↑  Officiellement « Salinillas de Buradón - Gatzaga Buradon » Euskal Herriko leku 2012-07-25 (Site d'Euskalzaindia ou Académie de la langue basque)